# FastPath
Per FastPath (o in breve, Fast) si intende, in informatica e telecomunicazioni, soprattutto in relazione alla tecnologia digitale di trasmissione dati, la mancata applicazione di algoritmi di interleaving.
Rispetto a una connessione interleaved, che garantisce una maggiore protezione della trasmissione da pacchetti di errori, una connessione Fast offre invece una minore latenza di trasmissione e quindi una risposta più reattiva, caratteristica molto apprezzata durante partite di videogiochi in multiplayer o sessioni di telefonia VoIP, che richiedono bassi tempi di risposta per una migliore qualità del servizio.
Se la latenza fra il primo nodo e il successivo, misurata tramite traceroute, è inferiore a 15 millisecondi, si può essere sufficientemente sicuri che la propria linea ADSL sia esente da controllo della trasmissione di errori, ovvero sia una connessione settata in Fast.
La configurazione del settaggio è altresì ricavabile dalle informazioni fornite da quei modem o router che siano in grado di rilevare i parametri sullo stato di connessione della linea.